# 塞缪尔·利普曼
塞謬爾·利普曼（英語：Samuel Lipman，1934年6月7日—1994年12月17日）是美國音樂評論者，專事古典音樂評論，新保守主義的代表人物。長期為《評論》雜誌（Commentary）撰稿，並為《新標準》（The New Criterion）期刊的共同創辦人。

## 生平歷略
1934年6月7日，利普曼在美國加州洛斯加托斯出生。就讀舊金山州立大學時期，隨Lev Shorr、Alexander Libermann與Rosina Lhévinne等人學習鋼琴，1956年取得藝術學士學位。之後，他前往加州大學柏克萊分校攻讀碩士，續於1958年取得藝術碩士學位。
1975年，開始為《評論》供稿，專於寫作。1982年創立《新標準》，持續工作至利普曼本人逝世為止。他的職業生涯與「新保守主義」這一標籤的關係密切，也與诺曼·帕德赫罗茨、Hilton Kramer等人物有所往來。有此一說，利普曼是「美國保守派樂評的代表」。
1994年12月17日，利普曼因血癌在紐約辭世。